# Капская провинция
Провинция мыса Доброй Надежды, Капская провинция (англ. Province of the Cape of Good Hope, Cape Province; африк. Provinsie van die Kaap die Goeie Hoop, Kaapprovinsie) — в 1910—1994 годах наибольшая по площади провинция Южно-Африканской Республики со столицей в городе Кейптаун.
Провинция создана в 1910 и первоначально включала в себя Капскую колонию и несколько меньших районов: Британский Бечуаналенд (англ. British Bechuanaland, не путать с Бечуаналендским протекторатом, сейчас Ботсвана), Восточный Грикваленд (англ. Griqualand East) и Западный Грикваленд (англ. Griqualand West).
Из всех провинций Капская была единственной, где цветные (как называют в ЮАР представителей смешанной расы) имели право голоса. Однако это право было отменено с приходом к власти в 1948 году Национальной партии, провозгласившей апартхейд своей официальной политикой.
В 1994 Капская провинция разделена на три: Западно-Капскую, Восточно-Капскую и Северо-Капскую. Небольшая часть территории при этом перешла к Северо-Западной провинции.